# ابزار علمی

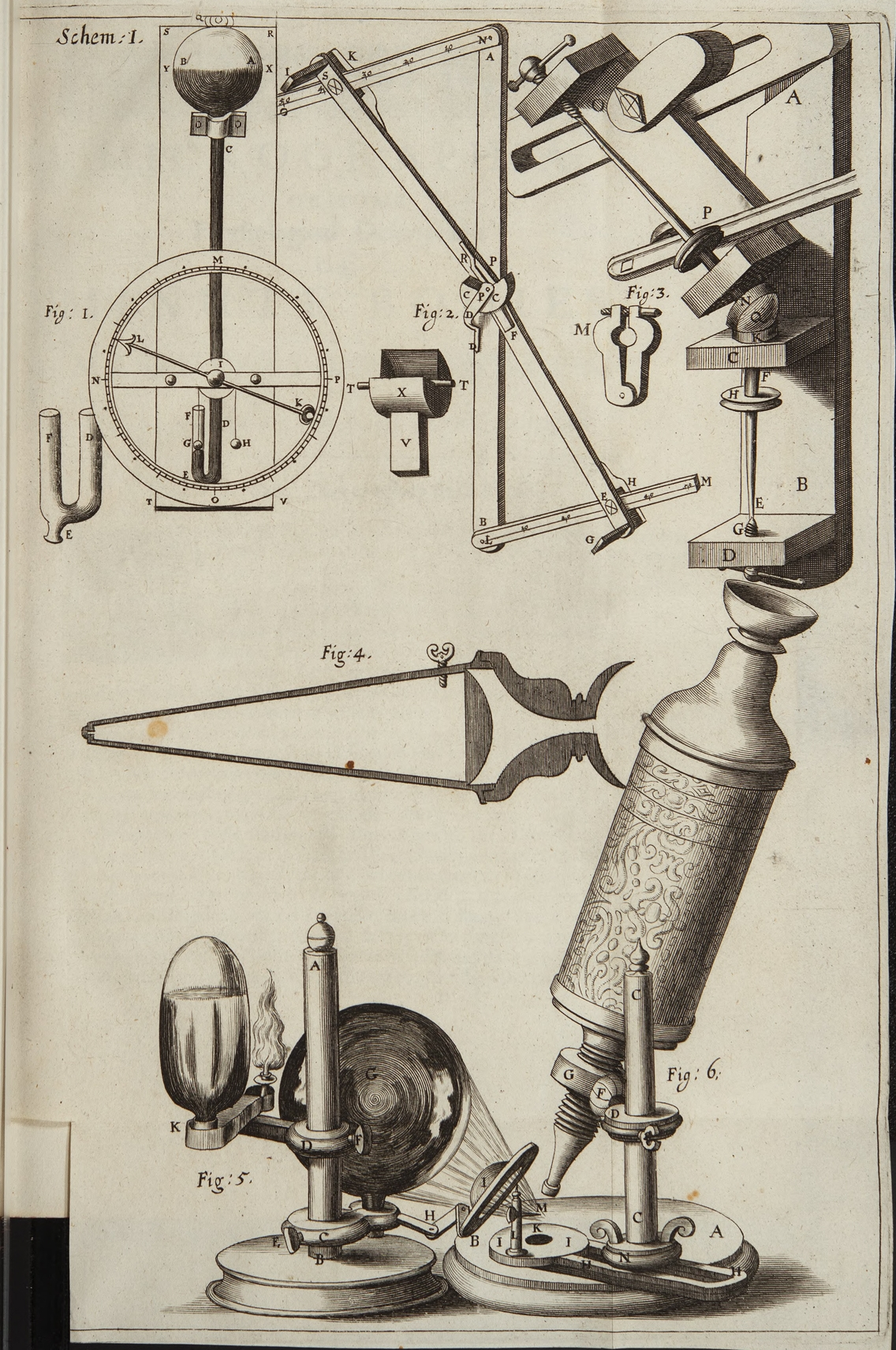
ابزارهای علمی رابرت هوک

اَبزار علمی دستگاه یا ابزاری است که برای اهداف علمی استفاده می‌شود، از جمله مطالعه پدیده‌های طبیعی و پژوهش‌های نظری.

## تاریخچه
تعریف ابزار علمی در طول تاریخ، بر اساس کاربرد، قوانین و دوره زمانی، متفاوت بوده است. پیش از اواسط قرن نوزدهم، این ابزارها با عنوان «ابزارهای فلسفه طبیعی» یا «فلسفی» شناخته می‌شدند و ابزارهای قدیمی‌تر از دوران باستان تا سده‌های میانه (مانند اسطرلاب و ساعت آونگی) با تعریف مدرن «ابزاری برای بررسی کیفی یا کمی طبیعت» همخوانی نداشتند. ابزارهای علمی توسط سازندگان ابزار که در نزدیکی مراکز آموزشی یا پژوهشی مانند دانشگاه‌ها یا آزمایشگاه‌ها زندگی می‌کردند، ساخته می‌شدند. این سازندگان ابزارها را طراحی، تولید و اصلاح می‌کردند، اما اگر تقاضا کافی بود، ابزار به عنوان یک محصول تجاری تولید می‌شد.
در توصیف استفاده از گازسنج توسط جان اینگن هوس برای نمایش فتوسنتز، یک زندگی‌نامه‌نویس مشاهده کرد: «تاریخ استفاده و تکامل این ابزار نشان می‌دهد که علم نه فقط یک تلاش نظری، بلکه فعالیتی مبتنی بر ابزار است، که ترکیبی از ابزارها و تکنیک‌ها در یک بستر اجتماعی در میان جامعه‌ای از پژوهشگران است. گازسنج (اودیومتر) یکی از عناصر این ترکیب بوده که جامعه‌ای از پژوهشگران را کنار هم نگه داشته است، حتی زمانی که دربارهٔ اهمیت و کاربرد صحیح آن اختلاف داشتند.»
تا جنگ جهانی دوم، تقاضا برای تحلیل‌های بهبودیافته محصولات زمان جنگ مانند داروها، سوخت‌ها و عوامل جنگی، استفاده از ابزارهای علمی را به اوج جدیدی رساند. امروزه، تغییرات در ابزارهای مورد استفاده در تلاش‌های علمی — به‌ویژه ابزارهای تحلیلی — با سرعتی زیاد رخ می‌دهد، و ارتباط با رایانه‌ها و سامانه‌های مدیریت داده به‌طور فزاینده‌ای ضروری می‌شود.

## دامنه
ابزارهای علمی از نظر اندازه، شکل، هدف، پیچیدگی و سطح دشواری بسیار متنوع هستند. این ابزارها شامل ابزارهای نسبتاً ساده آزمایشگاهی مانند ترازو، خط‌کش، زمان‌سنج، دماسنج و غیره می‌شوند. ابزارهای ساده دیگری که در اواخر قرن بیستم یا اوایل قرن بیست‌ویکم توسعه یافتند شامل ریزبین کاغذی، جدول تناوبی SCALE (KAS), MasSpec Pen (قلمی که سرطان را شناسایی می‌کند)، گلوکوزسنج و غیره می‌باشند. اما برخی ابزارهای علمی می‌توانند از نظر اندازه بزرگ و از نظر پیچیدگی قابل‌توجه باشند، مانند برخورددهنده‌ها یا آنتن‌های رادیو تلسکوپ. برعکس، فناوری‌های میکرومتر و نانوفناوری به نقطه‌ای رسیده‌اند که اندازه ابزارها به سمت کوچک شدن تغییر کرده است، از جمله تجهیزات جراحی در مقیاس نانو، نانوروباتیک زیستی و الکترونیک زیستی.

## عصر دیجیتال
ابزارها به‌طور فزاینده‌ای بر اساس یکپارچه‌سازی سامانه با رایانه‌ها طراحی می‌شوند تا کنترل آن‌ها بهبود یافته و ساده شود؛ عملکرد، شرایط و تنظیمات پارامترهای ابزاری گسترش یافته و بهینه شود؛ و نمونه‌برداری داده، جمع‌آوری، تجزیه‌وتحلیل (چه در حین فرایند و چه پس از آن) و ذخیره‌سازی و بازیابی داده‌ها ساده‌تر شود. ابزارهای پیشرفته می‌توانند مستقیماً یا از طریق میان‌افزار به عنوان بخشی از مدیریت اطلاعات مانند یک سامانه مدیریت اطلاعات آزمایشگاه (LIMS) به یک شبکه محلی (LAN) متصل شوند. اتصال ابزارها می‌تواند با استفاده از فناوری‌های اینترنت اشیاء (IoT) حتی بیشتر گسترش یابد، که به‌عنوان مثال امکان اتصال آزمایشگاه‌هایی که با فاصله‌های زیاد از یکدیگر قرار دارند، به شبکه‌ای فراهم می‌شود که می‌توان آن را از یک ایستگاه کاری یا دستگاه همراه در مکان دیگری نظارت کرد.

## نمونه‌هایی از ابزارهای علمی
- شتاب‌سنج، شتاب فیزیکی
- آمپرسنج، الکتریکی، آمپراژ، جریان الکتریکی
- بادسنج، سرعت باد
- قطرسنج، فاصله
- گرماسنج، گرما
- توالی‌یاب دی‌ان‌ای، زیست‌شناسی مولکولی
- نیروسنج، گشتاور نیرو/نیرو
- برق‌سنج، بار الکتریکی، ولتاژ
- برق‌نما، بار الکتریکی
- تجزیه‌گر ایستابرقی، انرژی جنبشی ذرات باردار
- بیضی‌سنج، ضریب‌های شکست نوری
- گازسنج، حجم گاز
- گرانی‌سنج، گرانش
- آب‌سنج
- شیب‌سنج، شیب
- تداخل‌سنج، طیف‌های نور مادون قرمز
- انبرهای مغناطیسی، دستکاری زیست‌مولکولی
- مغناطیس‌سنج، میدان مغناطیسی
- اندازه‌گیر فشار، فشار هوا
- طیف‌سنج جرمی، شناسایی/توصیف ترکیبات
- ریزسنج، فاصله
- ریزبین، بزرگ‌نمایی نوری
- طیف‌شناس تشدید، شناسایی ترکیبات شیمیایی، تصویربرداری تشخیصی پزشکی
- اهم‌سنج، مقاومت/امپدانس الکتریکی
- انبرک نوری، دستکاری در مقیاس نانو
- نوسان‌نگار، سیگنال ولتاژ، دامنه، طول موج، بسامد، شکل/الگوی موج
- نورسنج، روشنایی، تابش، جذب نور، پراکندگی نور، بازتاب نور، شب‌تابی، فسفرتابی، تابناکی
- لرزه‌سنج، شتاب
- طیف‌نگاره، بسامد، طول موج، دامنه صدا
- طیف‌سنج، بسامد، طول موج، دامنه نور
- تلسکوپ، بزرگ‌نمایی نور (نجوم)
- دماسنج، اندازه‌گیری دما
- دوربین مهندسی، زاویه‌ها، نقشه‌برداری
- گرماجفت، دما
- ولت‌سنج، ولتاژ

## فهرست تولیدکنندگان ابزارهای علمی
- ۴۵۴ لایف ساینسز، ایالات متحده آمریکا
- ای‌دی اینسترومنتس، نیوزیلند
- اجیلنت تکنالاجیز، ایالات متحده آمریکا
- آنتون پار، اتریش
- ای. ری‌رول و کمپانی
- بکمان کولتر، ایالات متحده آمریکا
- براکر، ایالات متحده آمریکا
- کمبریج ساینتیف اینسترومنت کمپانی، بریتانیا
- المنتر، آلمان
- فرست لایت ایمجینگ، فرانسه
- هوریبا، ژاپن
- جئول، ژاپن
- لکو کورپوریشن، ایالات متحده آمریکا
- مارکس اینترنشنال، بریتانیا
- ملورن اینسترومنتس، بریتانیا
- مک‌فرسون اینک، ایالات متحده آمریکا
- متلر تولیدو، سوئیس / ایالات متحده آمریکا
- ام‌تی‌اس سیستمز کورپوریشن، ایالات متحده، مکانیکی
- نواکم تکنالاجیز، کانادا
- آکسفورد اینسترومنتس، بریتانیا
- ابرشرکت پال، ایالات متحده آمریکا
- پرکین‌المر، ایالات متحده آمریکا
- پلیمر چار، اسپانیا
- شیمادزو، ژاپن
- تک‌ترون، ملبورن، استرالیا
- ترمو فیشر، ایالات متحده آمریکا
- واترز کورپوریشن، ایالات متحده آمریکا

## فهرست طراحان ابزارهای علمی
- جونز، ویلیام
- پتروس ژاکوبز کیپ
- گوستاو لو بن
- رولوفس، آرین
- شونر، یوهانس
- فون رایشنباخ، گئورگ فریدریش

## تاریخچه ابزارهای علمی

### موزه‌ها
- مجموعه ابزارهای علمی تاریخی هاروارد
- موزه بورهافه
- بنیاد تاریخ دانش
- موزه آلمان
- گالری رویال ویکتوریا برای تشویق علم کاربردی
- موزه تاریخ علم ویپل

### تاریخ‌نگاری
- جایزه پاول بونگه[۱۶]

## انواع ابزارهای علمی
- ابزار و تجهیزات اپتیکی
- دستگاه آزمایش ابزار الکترونیکی